# Ymerbukta
Ymerbukta is een baai van het eiland Spitsbergen, dat deel uitmaakt van de Noorse eilandengroep Spitsbergen.

## Geografie
De baai is noord-zuid georiënteerd en heeft een lengte van ongeveer zes kilometer. Ze mondt in het zuiden uit in het Isfjord. Ymerbukta ligt in het zuiden van Oscar II Land aan de noordkust van het Isfjord. Direct ten westen van de monding ligt de baai Trygghamna. Ongeveer tien kilometer naar het noordoosten ligt de baai Borebukta.